# Liste der Ober- und Mittelzentren in Mecklenburg-Vorpommern
Die Liste der Ober- und Mittelzentren in Mecklenburg-Vorpommern listet alle Oberzentren und Mittelzentren im deutschen Land Mecklenburg-Vorpommern auf. Grundlage ist der Landesentwicklungsplan Mecklenburg-Vorpommern vom August 2005. Für eine vollständige Liste der Städte im Land, siehe Liste der Städte in Mecklenburg-Vorpommern.
Ein Oberzentrum bezeichnet in der Raumordnung und der Wirtschaftsgeografie einen zentralen Ort (Hauptort) der höchsten Stufe. Liegt ein Oberzentrum außerhalb einer Metropolregion und besitzt für seine Umgebung eine herausragende Bedeutung, kann es wie Rostock auch als Regiopole bezeichnet werden.
Ein Mittelzentrum dient als Anlaufpunkt für die Versorgung an Waren, Dienstleistungen und Infrastrukturangeboten, die durch die umgebenden Unterzentren nicht geleistet werden kann. Neben der Grundversorgung, wie sie auch in Unterzentren zur Verfügung steht, umfasst das Angebot der Mittelzentren den periodischen Bedarf, insbesondere Fachärzte, größere Einkaufsmöglichkeiten wie ein Kaufhaus, Kino, kulturelle Angebote, ein Krankenhaus, Notare, Rechtsanwälte, Steuerberater, ein Schwimmbad, eine weiterführende Schule und eine Berufsschule.
Weiterhin sind durch das Land Unterzentren im ländlichen Raum definiert, die hier jedoch nicht aufgelistet werden.
Die Einträge sind alphabetisch sortiert.

## Oberzentren
| Zentrum                  | Landkreis                                  | Bild                                                                             |
| ------------------------ | ------------------------------------------ | -------------------------------------------------------------------------------- |
| Neubrandenburg           | Mecklenburgische Seenplatte                | Neubrandenburg am Tollensesee, Mecklenburger Seenland                            |
| Rostock                  | Kreisfreie Stadt                           | Rostock-Warnemünde – Strand, Leuchtturm und Teepott                              |
| Schwerin                 | Kreisfreie Stadt, Landeshauptstadt         | Schweriner Schloss, Sitz des Landtages von Mecklenburg-Vorpommern                |
| Stralsund und Greifswald | Vorpommern-Rügen und Vorpommern-Greifswald | Silhouette von Stralsund mit Strelasund · Greifswalder Markt mit Rathaus und Dom |

Hinweis: Die deutsche Hansestadt Lübeck erfüllt im Westen Mecklenburgs einige oberzentrale Funktionen, im Südwesten Lüneburg und das polnische Stettin im Osten des Landes.

## Mittelzentren
Mittelzentren und Stadtverbünde mit Teilfunktionen eines Oberzentrums sind:
- Güstrow – Krakow am See – Teterow
- Neustrelitz – Waren (Müritz) – Röbel/Müritz
- Parchim – Ludwigslust – Hagenow
- Pasewalk – Torgelow – Ueckermünde
- Wismar

| Zentrum           | Landkreis                   | Bild                                                                        |
| ----------------- | --------------------------- | --------------------------------------------------------------------------- |
| Anklam            | Vorpommern-Greifswald       | Peene und Anklamer Hafen                                                    |
| Bad Doberan       | Rostock                     | Das Doberaner Münster                                                       |
| Bergen auf Rügen  | Vorpommern-Rügen            | Bergens ältestes Fachwerkhaus am Markt, im Hintergrund die St. Marienkirche |
| Demmin            | Mecklenburgische Seenplatte | Hafen und Kahldenbrücke über die Peene                                      |
| Grevesmühlen      | Nordwestmecklenburg         | Windmühle Grevesmühlen                                                      |
| Grimmen           | Vorpommern-Rügen            | Der Grimmener Wasserturm                                                    |
| Güstrow           | Rostock                     | Schloss Güstrow                                                             |
| Hagenow           | Ludwigslust-Parchim         | Die Altstadt und Stadtkirche in Hagenow                                     |
| Ludwigslust       | Ludwigslust-Parchim         | Das Ludwigsluster Schloss                                                   |
| Neustrelitz       | Mecklenburgische Seenplatte | Schlosskirche Neustrelitz                                                   |
| Parchim           | Ludwigslust-Parchim         | Postamt Parchim                                                             |
| Pasewalk          | Vorpommern-Greifswald       | Amtsgericht von Pasewalk                                                    |
| Ribnitz-Damgarten | Vorpommern-Rügen            | Rostocker Tor und Marienkirche in Ribnitz                                   |
| Teterow           | Rostock                     | Rennstrecke Teterower Bergring                                              |
| Ueckermünde       | Vorpommern-Greifswald       | Strand von Ueckermünde                                                      |
| Waren (Müritz)    | Mecklenburgische Seenplatte | Müritz Sail in Waren                                                        |
| Wismar            | Nordwestmecklenburg         | Die Wasserkunst am Markt (links im Hintergrund Rathaus und Reuterhaus)      |
| Wolgast           | Vorpommern-Greifswald       | Wolgast mit Hafen                                                           |

Des Weiteren befindet sich laut Fortschreibung des Regionalen Raumentwicklungsprogrammes für Westmecklenburg von 2015 die Stadt Boizenburg/Elbe in der Metropolregion Hamburg in der Entwicklung zu einem Mittelzentrum.
Das schleswig-holsteinische Mölln bildet für einen Teil des zentralen Westmecklenburgs ein Mittelzentrum, das brandenburgische Wittstock/Dosse für einen Teil Südmecklenburgs, und das brandenburgische Templin und Prenzlau jeweils für Teile des Südostens im Land.

## Grundzentren
Die Grundzentren des Landes sind in den Artikeln der jeweiligen Landkreise unter dem Abschnitt (Ämter) Städte und Gemeinden aufgeführt, siehe:
- Ludwigslust-Parchim
- Mecklenburgische Seenplatte
- Nordwestmecklenburg
- Rostock (Landkreis)
- Vorpommern-Greifswald
- Vorpommern-Rügen

## Belege
- Ministerium für Arbeit, Bau und Landesentwicklung Mecklenburg-Vorpommern (Hrsg.): Landesraumentwicklungsprogramm Mecklenburg-Vorpommern vom August 2005. 2005 (mvnet.de [PDF]).

1. ↑  Landesraumentwicklungsprogramm MV - Fortschreibung von 2005, Beteiligungsverfahren 2015, abgerufen am 9. Juli 2015
2. ↑  Regionales Raumentwicklungsprogramm Westmecklenburg (2011), Regionaler Planungsverband, abgerufen am 12. Juli 2015.